# Vijfheerenlanden (gemeente)
De gemeente Vijfheerenlanden is een gemeente in de provincie Utrecht met 61.669 inwoners, die is ontstaan op 1 januari 2019 door een fusie van Leerdam, Vianen en Zederik in de gelijknamige streek Vijfheerenlanden. Met een oppervlakte van 153 km² is het de grootste gemeente van de provincie Utrecht en wat aantal inwoners betreft de zevende. Vianen en Leerdam vormen de grootste kernen. Vijfheerenlanden grenst aan de Utrechtse gemeenten Houten, IJsselstein, Lopik, Nieuwegein, de Gelderse gemeenten Culemborg, West Betuwe en het Zuid-Hollandse Molenlanden.

## Steden, dorpen en buurtschappen
De in 2019 gevormde gemeente kent drie steden, te weten Leerdam, Vianen en Ameide. De gemeente bestaat uit de volgende vijftien officiële woonplaatsen. De vermelde inwoneraantallen zijn bij benadering. Ook worden per woonplaats de ertoe behorende buurtschappen genoemd.
- Ameide, 3.955 inwoners, buurtschap Sluis
- Everdingen, 1.205 inwoners, buurtschap Tienhoven
- Hagestein, 1.515 inwoners
- Hei- en Boeicop, 1.015 inwoners
- Hoef en Haag, 2.945 inwoners
- Kedichem, 835 inwoners, buurtschap Oosterwijk
- Leerbroek, 1.545 inwoners, buurtschappen Middelkoop, Oosterwijk, Weverwijk
- Leerdam, 19.615 inwoners, buurtschappen Hoogeind, Loosdorp, Oosterwijk, Overheicop
- Lexmond, 2.970 inwoners, buurtschappen Achthoven, Kortenhoeven en Lakerveld
- Meerkerk, 3.950 inwoners, buurtschap Broek
- Nieuwland, 1.035 inwoners, buurtschappen Achterdijk en Geer
- Schoonrewoerd, 1.680 inwoners, buurtschappen Diefdijk, Kortgerecht, Overboeicop en Overheicop
- Tienhoven aan de Lek,[1] 805 inwoners
- Vianen, 16.670 inwoners, buurtschap Helsdingen
- Zijderveld, 870 inwoners

## Geschiedenis
Op 10 november 2015 werd bekend dat de Utrechtse gemeente Vianen zou fuseren met de naburige Zuid-Hollandse gemeenten Leerdam en Zederik tot een nieuw te vormen gemeente. De herindeling vond plaats op 1 januari 2019. Op 1 januari 2018 moesten al wel de ambtelijke organisaties van de drie gemeenten samengaan. In 2017 werd daartoe reeds een gezamenlijke gemeentesecretaris aangesteld.
De gemeentelijke herindeling leidde tot een wijziging van de provinciegrens. Bij de aankondiging van de fusie was onduidelijk of de gemeente deel uit moest gaan maken van de provincie Utrecht of van Zuid-Holland. De gemeente Vianen maakte sinds 2002 deel uit van de provincie Utrecht maar Leerdam en Zederik van Zuid-Holland. Uiteindelijk werd besloten dat de gemeente in de provincie Utrecht zou komen te liggen.

### Moeizaam herindelingsproces
In 2016 wees minister Stef Blok de provincie Utrecht aan om het voortouw te nemen in het herindelingsproces. Er was vertraging ontstaan omdat de interprovinciale commissie geen besluit nam en de opdracht terug gaf aan het ministerie. Gedeputeerde Staten van Utrecht gaven in april 2017 als herindelingsadvies aan het ministerie van Binnenlandse Zaken en Koninkrijksrelaties dat de nieuwe gemeente bij de provincie Utrecht zou moeten gaan horen. Daar was de Veiligheidsregio Zuid-Holland Zuid het niet mee eens en ook de gemeente Zederik koos voor Zuid-Holland.
Gedeputeerde Staten van Zuid-Holland zagen de nieuwe gemeente liever onder haar hoede, omdat de regio (historisch) onlosmakelijk van Alblasserwaard-Vijfheerenlanden (Zuid-Holland) moet worden gezien. Er kwamen 534 reacties binnen op het herindelingsontwerp, 436 inwoners uit Zederik en Leerdam spraken daarbij hun voorkeur uit voor Zuid-Holland. Gedeputeerde Staten van Utrecht vonden dat de bestuurlijke voorkeur doorslaggevend zou moeten zijn; twee van de drie gemeenteraden, met een totaal van 37 voorstemmers op de 51 raadsleden stemden voor Utrecht. Op de achtergrond tekenden de burgemeesters van Giessenlanden, Gorinchem, Leerdam, Molenwaard, Zederik en Vianen de intentieverklaring 'Grenzeloos Samenwerken' voor de regio Alblasserwaard-Vijfheerenlanden.
De twee provincies konden het niet met elkaar eens worden over de keuze, en vroegen uiteindelijk minister Ronald Plasterk om een oplossing. De minister benoemde vervolgens Geert Jansen als adviseur. Jansen vond indeling bij de provincie Utrecht het beste, een conclusie die door de ministerraad werd overgenomen. Ze gaf aan dat de bestuurlijke fusie op 1 januari 2018 en de definitieve fusie op 1 januari 2019 kon plaatsvinden. Op 24 april 2018 stemde de Tweede Kamer in met het wetsvoorstel herindeling. De Eerste Kamer deed hetzelfde in juli van dat jaar. De nieuwe gemeente telde ongeveer 54.000 inwoners en een totale oppervlakte van 153,31 km².

### Erfenis van de herindeling
De voormalige gemeente Vianen die in 2019 opging in de gemeente Vijfheerenlanden, was al sinds de jaren 70 verwikkeld in een rechtszaak met betonbedrijf Niemans over lang "getreuzel" bij een grondruil. In december 2020 besliste het gerechtshof in Den Haag dat de gemeente Vianen aansprakelijk is voor de gederfde winst van het bedrijf. Hierom moest de gemeente Vijfheerenlanden de resterende 52 miljoen euro van de in totaal 92 miljoen euro betalen aan de voormalige betonfabriek. Het betrof de langstlopende rechtszaak in Nederland.

### Gemeenteraadsverkiezingen 2018
De (tussentijdse) gemeenteraadsverkiezingen om de raad, met 31 zetels,  (en het college) van de nieuwe gemeente te kiezen werden gehouden op 21 november 2018, tezamen met die van de nieuwe – of gewijzigde – gemeenten Noardeast-Fryslân, Groningen, Het Hogeland, Westerkwartier, Haarlemmermeer, Hoeksche Waard, Molenlanden, Noordwijk, West Betuwe, Altena en Beekdaelen. Op de verkiezingsdag zelf heerste er enige ophef omdat de profielschets voor de nieuwe (waarnemend) burgemeester was uitgelekt, waaruit zou blijken dat kandidaat Wim Groeneweg (in die periode burgemeester van Vianen) niet aan die profielschets zou voldoen.
Het (gecombineerde) opkomstpercentage in Vijfheerenlanden van 46 procent (20.004 stemgerechtigden die hun stem uitbrachten) lag 7 tot 22 procentpunt lager dan die van de vorige afzonderlijke gemeenteraadsverkiezingen, toen in Leerdam en Vianen een opkomstpercentage van circa 53 procent werd gehaald, en ruim 68 procent in Zederik.
Bij de eerste telling van de stemmen in de avond na de verkiezingen werd alleen de stemverdeling van de partijen geteld. Daarbij bleek het CDA de grootste partij te zijn met 4096 stemmen. De SGP werd de tweede partij en de plaatselijke partij VHL Lokaal werd derde. Met 884 stemmen werd GroenLinks de kleinste partij in de nieuwe gemeente(raad). De precieze zetelbezetting aan de hand van – centraal getelde – voorkeursstemmen vond dit jaar daags na de verkiezingen pas plaats, zodat de bekendmaking van de officiële uitslag en zetelverdeling op vrijdag 23 november stond gepland.
Op 23 november 2018 werd – zoals gepland – de officiële verkiezingsuitslag bekendgemaakt:
| Gemeenteraad     | Gemeenteraad | Gemeenteraad | Gemeenteraad | Gemeenteraad |
| Partij of Kartel | 2018         | 2018         | 2022         | 2022         |
| Stemmen/Zetels   | %            | 31           | %            | 31           |
| ---------------- | ------------ | ------------ | ------------ | ------------ |
| VHL Lokaal       | 15,2         | 5            | 21,5         | 7            |
| CDA              | 20,2         | 7            | 19,0         | 6            |
| SGP              | 17,1         | 5            | 13,4         | 4            |
| VVD              | 11,3         | 3            | 12,9         | 4            |
| ChristenUnie     | 11,7         | 4            | 10,9         | 4            |
| D66              | 11,2         | 3            | 9,7          | 3            |
| PvdA             | 8,7          | 3            | 7,7          | 2            |
| GroenLinks       | 4,4          | 1            | 4,9          | 1            |

Dezelfde dag werd bekend dat Ad de Regt (CDA) was aangewezen als informateur om te verkennen welke coalitie de wethouders voor het eerste college van burgemeester en wethouders van de nieuwe gemeente Vijfheerenlanden zou leveren.
Na een korte oriëntatieperiode kwam informateur De Regt begin december 2018 met zijn conclusie en advies tot het vormen van een college met een brede coalitie van vijf partijen: CDA (7 zetels in de gemeenteraad), ChristenUnie (4 zetels), PvdA (3 zetels), D66 (3 zetels) en VVD (3 zetels), totaal 20 van de 31 zetels en daarmee dus een meerderheidscoalitie met circa twee derde steun van de gemeenteraad. De koopzondag was een van de cruciale beleidspunten voor de te vormen coalitie, waardoor de SGP (5 zetels) – die gehecht is aan de zondagsrust – nog vóór de verkiezingen door de VVD op voorhand werd uitgesloten als coalitiepartner.
Op 6 december 2018, enkele dagen nadat informateur De Regt het advies voor het te vormen college had uitgebracht, werd bekendgemaakt dat de gemeenteraad van Leerdam had besloten tot het hertellen van de uitgebrachte (voorkeurs)stemmen van twee stembureaus in de (voormalige) gemeente van Leerdam: dit zou geen effect hebben op de zetelverdeling – omdat de stemmen per partij goed geteld zouden zijn – maar er zou mogelijk een fout gemaakt kunnen zijn bij het tellen van de voorkeursstemmen, wat gevolgen had kunnen hebben voor de personen die namens de partijen in de nieuwe gemeenteraad zouden plaatsnemen, waarvan de installatie gepland stond op 2 januari 2019.

### Burgemeester
Jan Pieter Lokker (CDA) werd per 1 januari 2019 – de eerste – (waarnemend) burgemeester van Vijfheerenlanden. Per 14 november 2019 begon Sjors Fröhlich als eerste kroonbenoemde burgemeester van de gemeente.

## Ligging
De gemeente ligt ingeklemd tussen de Lek in het noorden en de Linge in het zuiden. Verschillende waterlopen, waaronder het Merwedekanaal, doorsnijden de gemeente. Vijfheerenlanden is de enige Utrechtse gemeente ten zuiden van de Lek. De gemeente wordt primair ontsloten door de autosnelwegen A2, A15 en A27. Het openbaar vervoer wordt door verschillende buslijnen verzorgd, onder meer in de richting van Gorinchem, Geldermalsen, Culemborg, Utrecht, Oosterhout, Breda en Rotterdam. In Vianen is een groot regionaal busstation te vinden. Leerdam is gelegen aan de MerwedeLingelijn, de spoorlijn tussen Geldermalsen en Dordrecht.

## Aangrenzende gemeenten
| Aangrenzende gemeenten | Aangrenzende gemeenten | Aangrenzende gemeenten | Aangrenzende gemeenten | Aangrenzende gemeenten |
| ---------------------- | ---------------------- | ---------------------- | ---------------------- | ---------------------- |
| Lopik                  |                        | IJsselstein Nieuwegein |                        | Houten                 |
|                        |                        |                        |                        |                        |
|                        | Culemborg (Gld)        |                        |                        |                        |
|                        |                        |                        |                        |                        |
| Molenlanden (ZH)       |                        |                        |                        | West Betuwe (Gld)      |

## Foto's

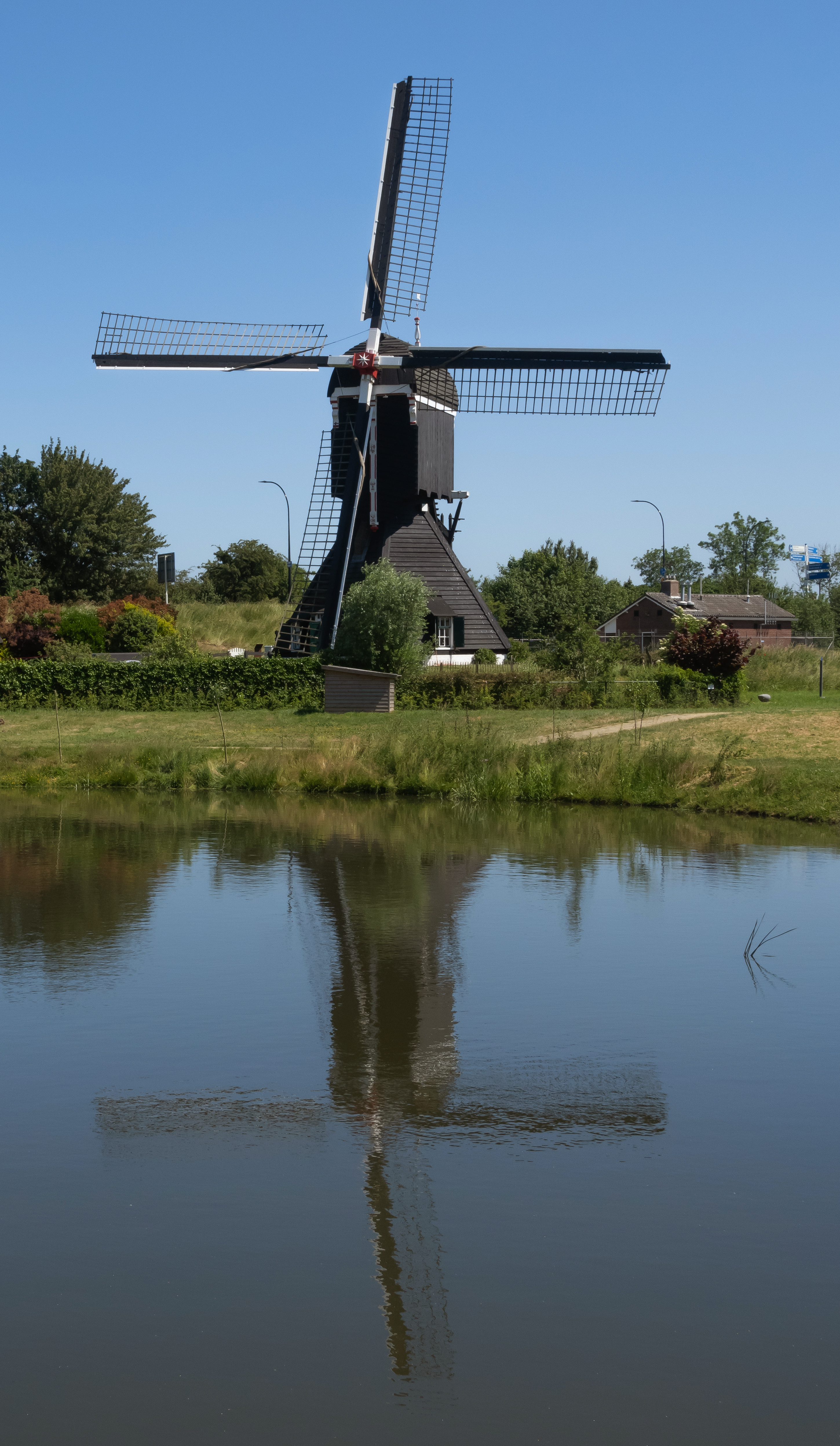
Leerdam, molen Ter Leede
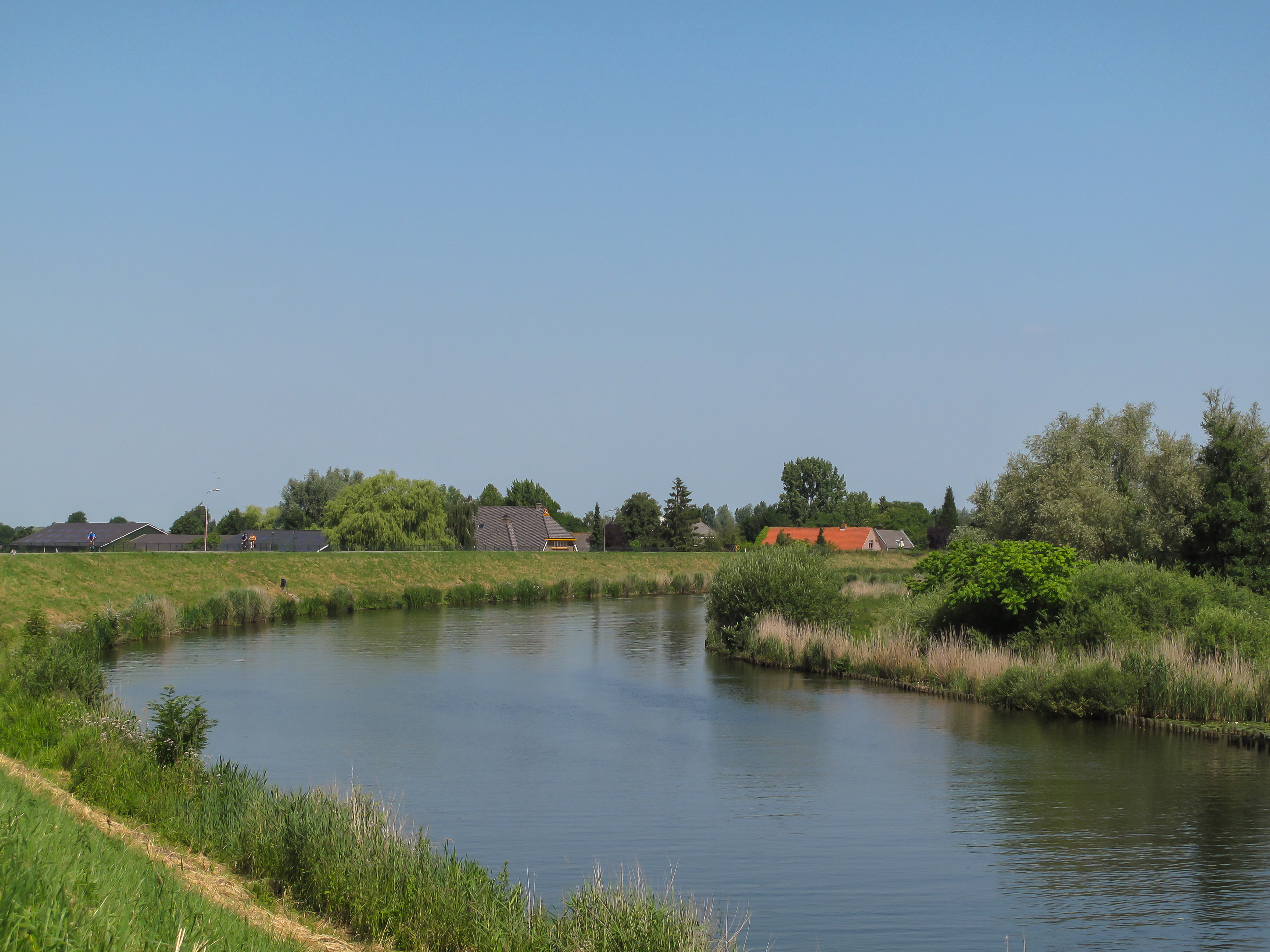
bij Oosterwijk, de Linge
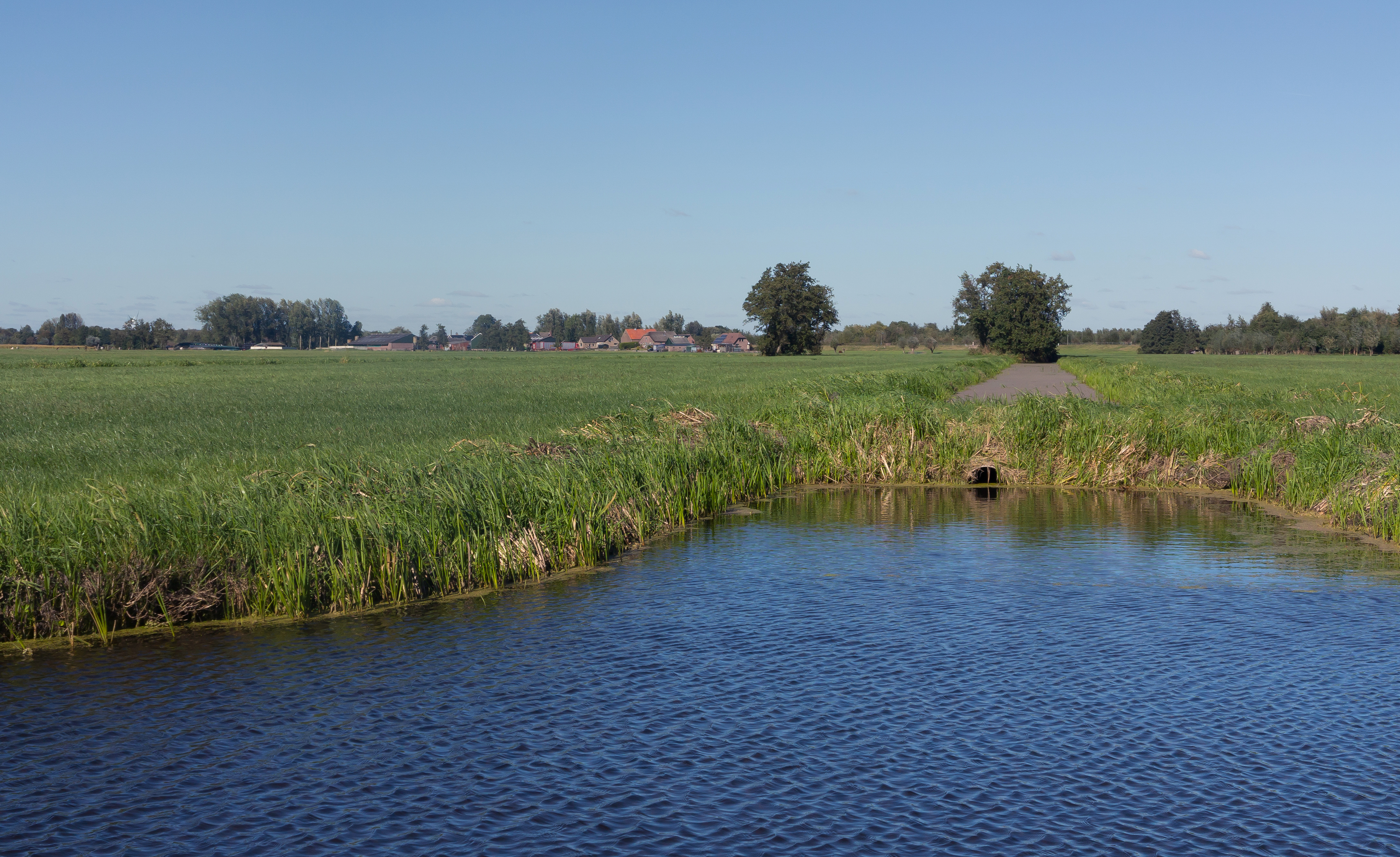
tussen Meerkerk en Ameide, sloot in polderlandschap
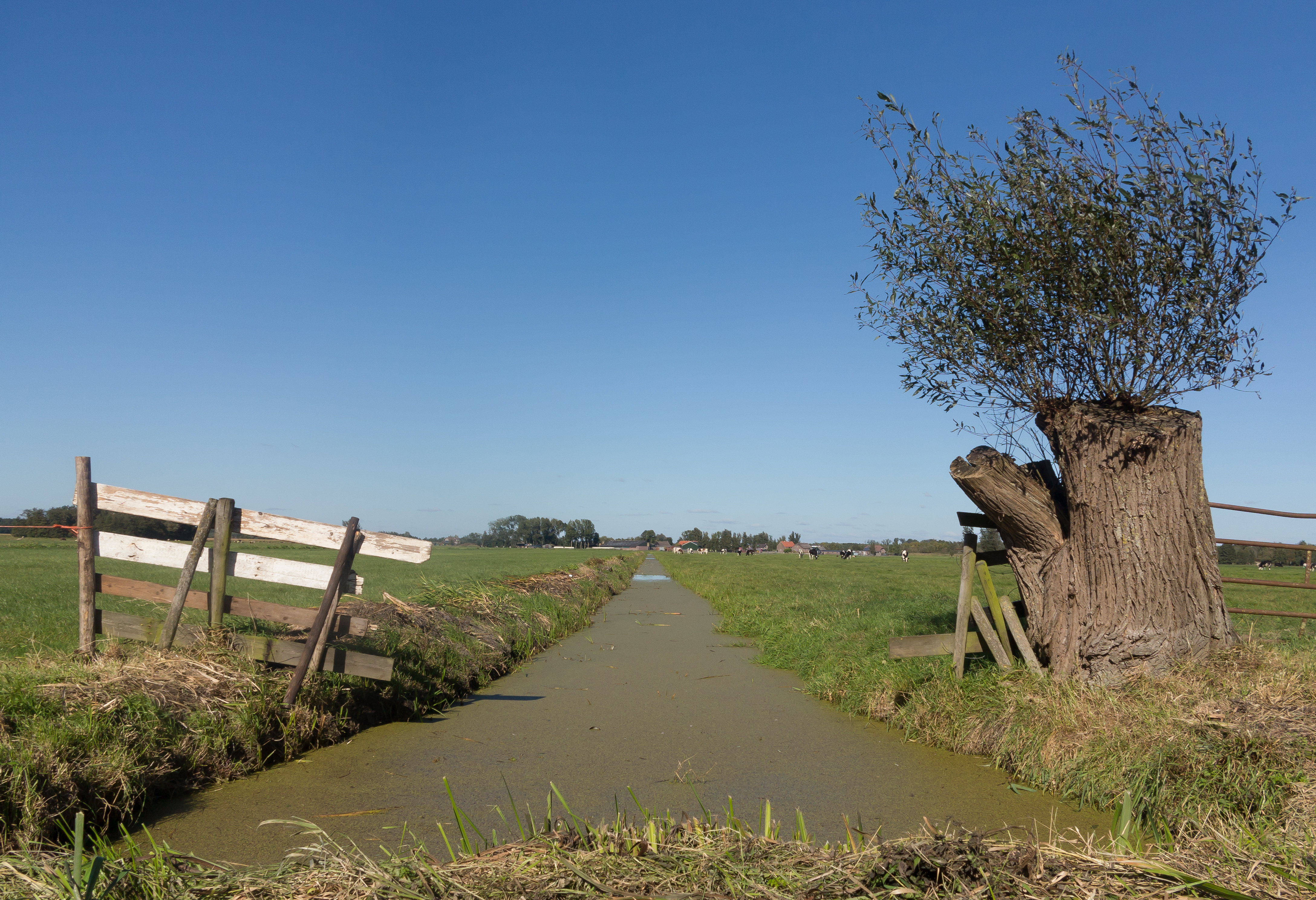
tussen Ameide en Meerkerk, sloot in polderlandschap
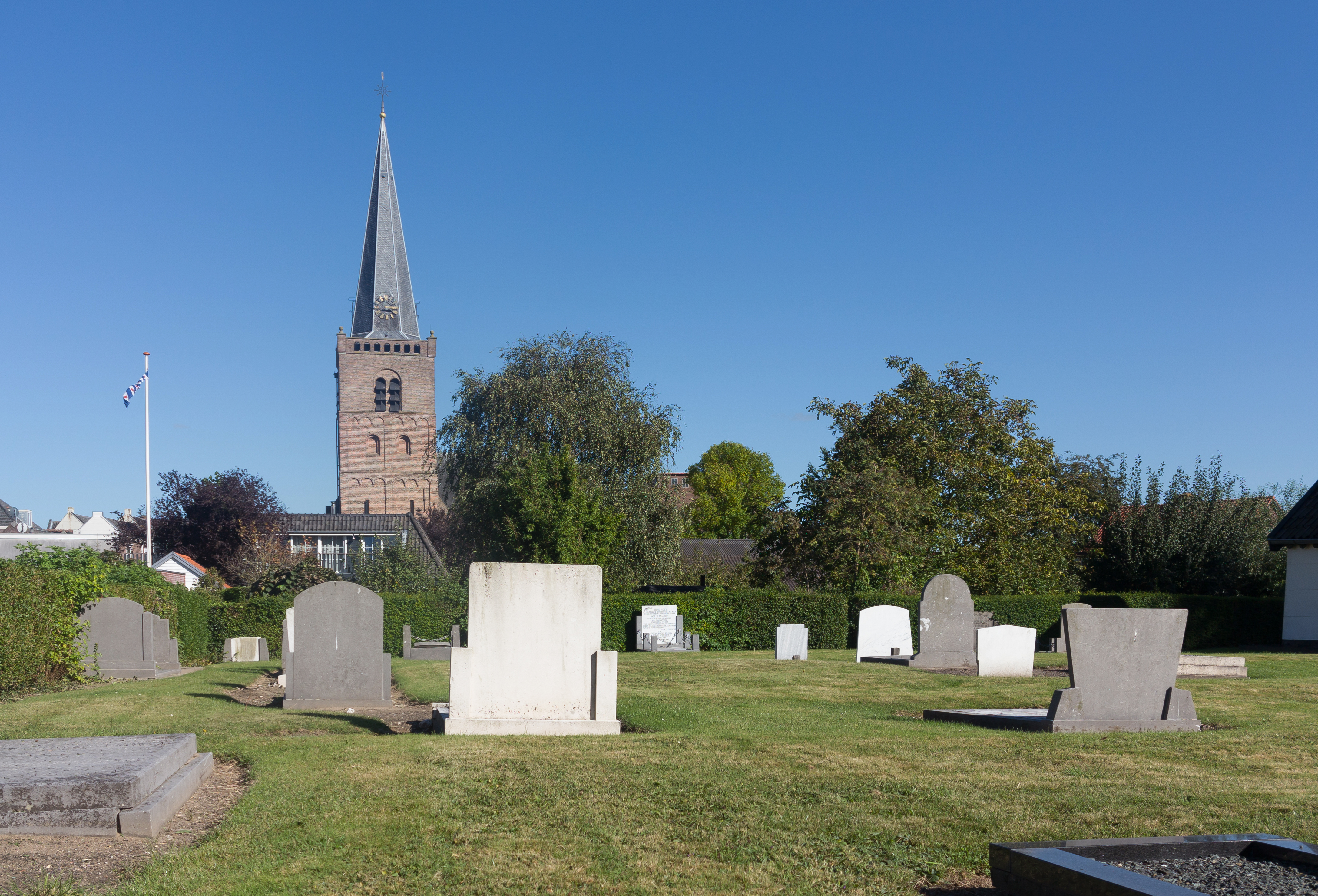
Ameide, de toren van de Nederlands Hervormde kerk
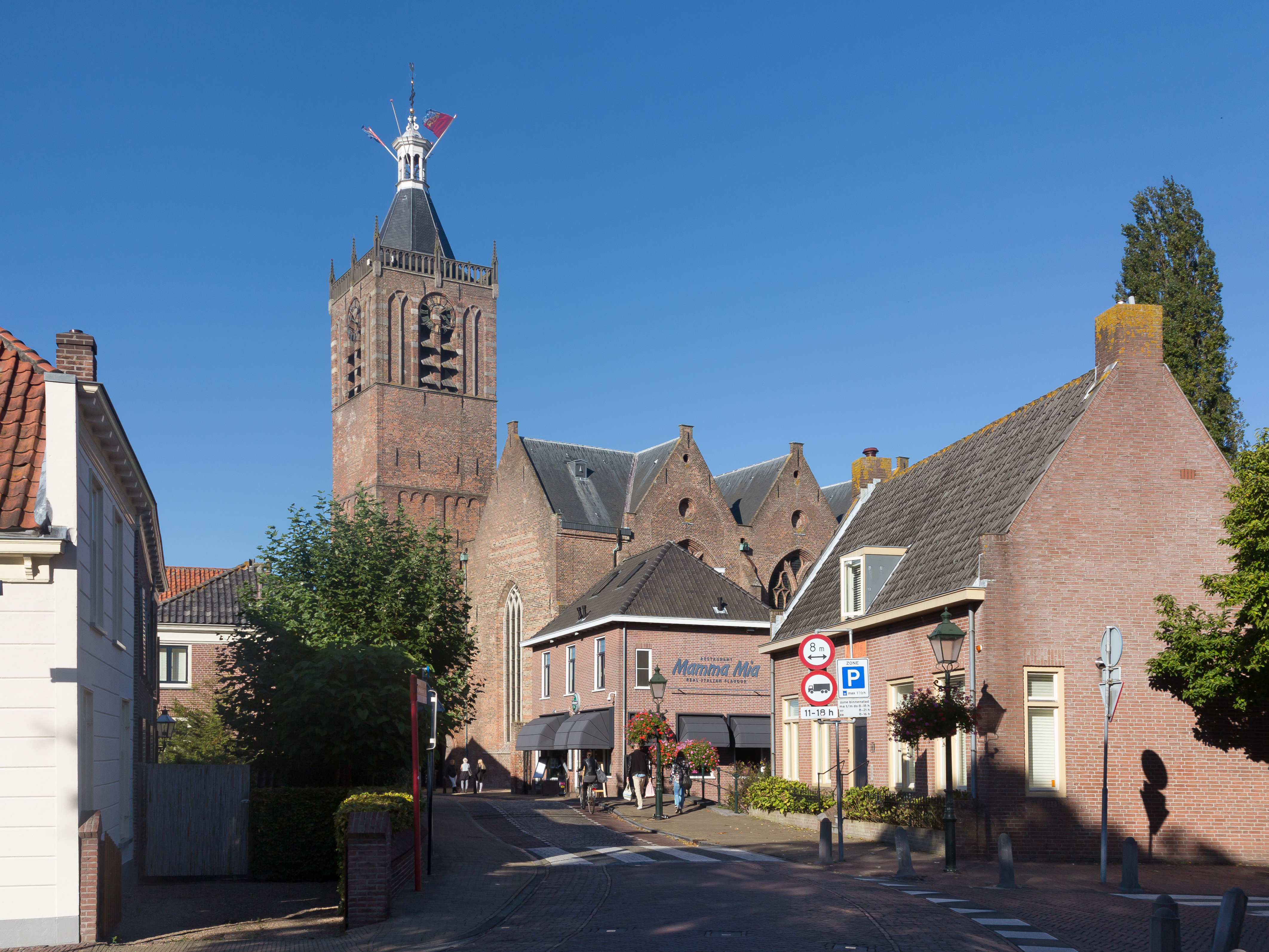
Vianen, de Nederlands Hervormde Kerk